# Mesvattnet
Mesvattnet är en sjö i Strömsunds kommun i Jämtland och ingår i Ångermanälvens huvudavrinningsområde. Sjön har en area på 1,24 kvadratkilometer och ligger 492 meter över havet. Vid provfiske har röding fångats i sjön.